# Källsjön (Hede socken, Härjedalen)
Källsjön är en sjö i Härjedalens kommun i Härjedalen och ingår i Ljusnans huvudavrinningsområde. Sjön har en area på 0,136 kvadratkilometer och ligger 495,9 meter över havet. Sjön avvattnas av vattendraget Kvarnån.

## Delavrinningsområde
Källsjön ingår i det delavrinningsområde (691993-138482) som SMHI kallar för Inloppet i Rörsjön. Medelhöjden är 475 meter över havet och ytan är 7,72 kvadratkilometer. Det finns inga avrinningsområden uppströms utan avrinningsområdet är högsta punkten. Kvarnån som avvattnar avrinningsområdet har biflödesordning 2, vilket innebär att vattnet flödar genom totalt 2 vattendrag innan det når havet efter 314 kilometer. Avrinningsområdet består mestadels av skog (95 procent). Avrinningsområdet har 0,14 kvadratkilometer vattenytor vilket ger det en sjöprocent på 1,8 procent.